# Stadtschloss Krefeld

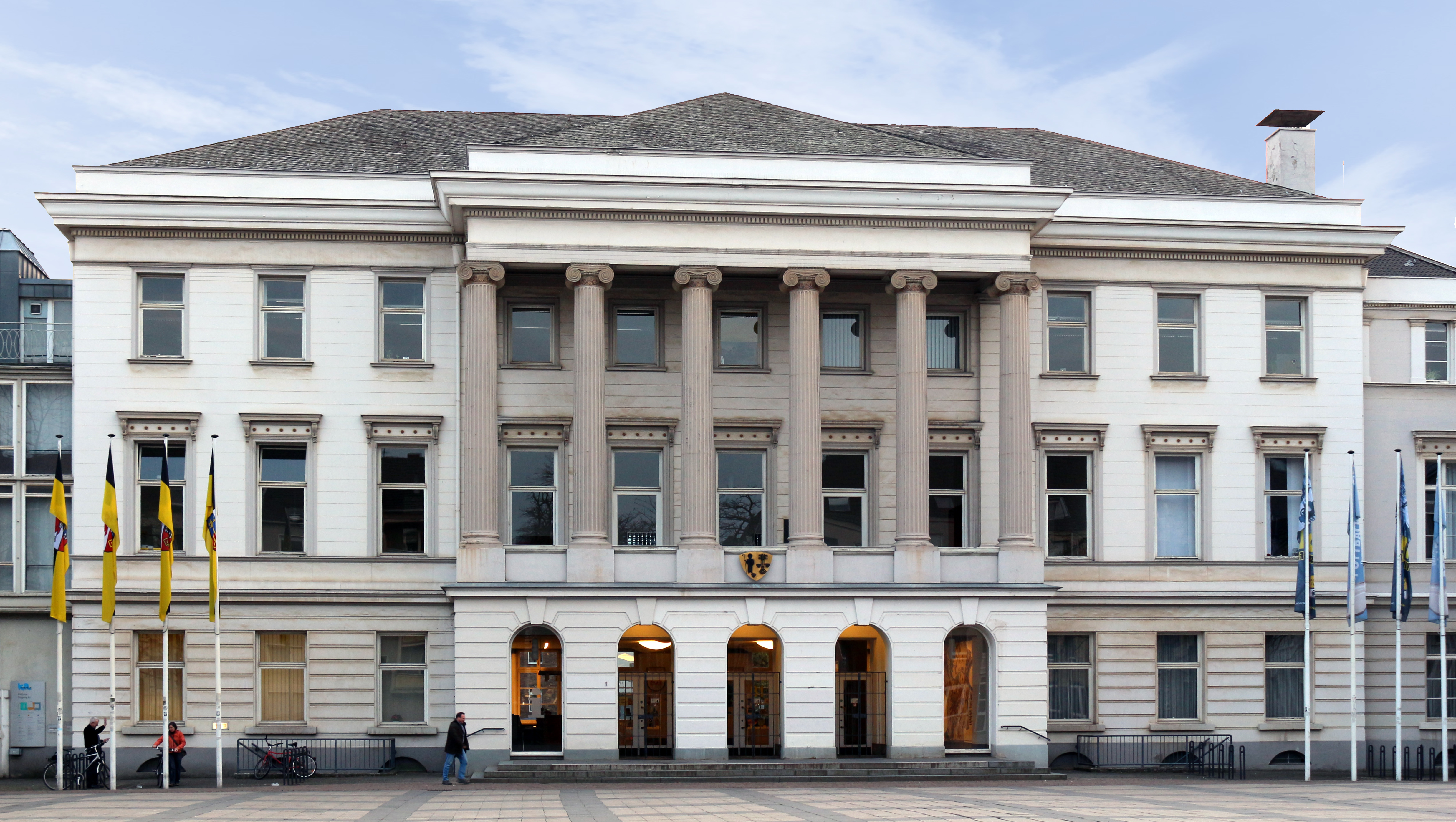
Ostfassade des Krefelder Stadtschlosses, heute Teil des Rathauses

Das Stadtschloss Krefeld, auch Palais von der Leyen genannt, ist das ehemalige Stadtpalais der Seidenweberfamilie von der Leyen im Zentrum der niederrheinischen Stadt Krefeld. Das klassizistische Gebäude wurde im ausgehenden 18. Jahrhundert unter Conrad von der Leyen errichtet und im Zweiten Weltkrieg fast vollständig zerstört. Nach seinem Wiederaufbau in den 1950er Jahren bildet es heute den Kern des Krefelder Rathauses und steht unter Denkmalschutz.

## Geschichte

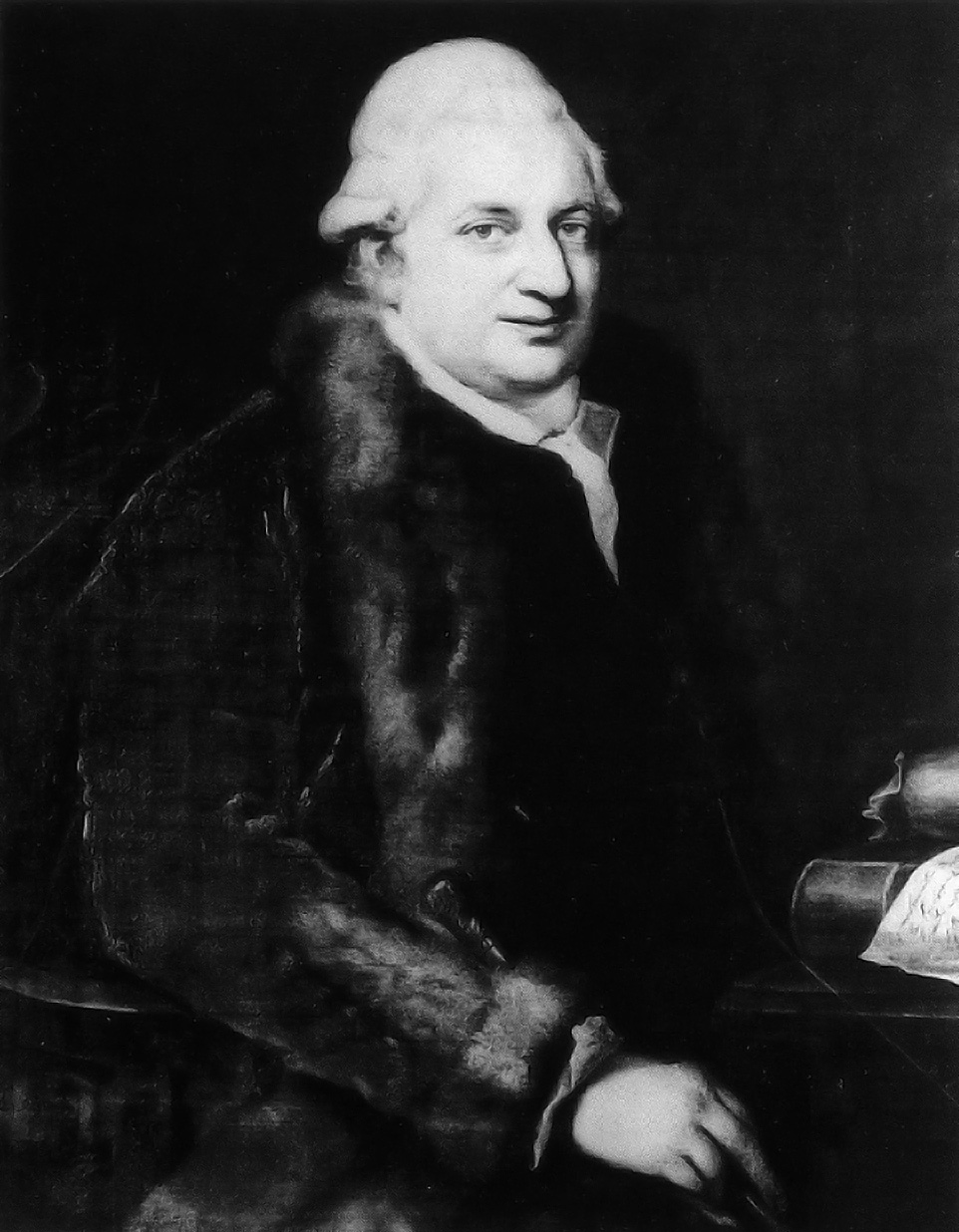
Bauherr Conrad von der Leyen, Porträt des 18. Jahrhunderts

Conrad von der Leyen, königlich preußischer Kommerzienrat und ältester Sohn von Peter von der Leyen, hatte gegen Ende des 18. Jahrhunderts ein Terrain im Westen der damaligen Stadtumwallung von Krefeld erworben und wollte dort ein neues repräsentatives Wohnhaus als Stammsitz seiner Familie errichten. Am 29. Juli 1790 stellte er einen Antrag, um die Krefelder Stadtmauer an dieser Stelle mit königlicher Genehmigung durchbrechen und um das Grundstück für den Neubau herumführen zu dürfen. Die Erlaubnis, so vorzugehen, wurde ihm am 20. September desselben Jahres erteilt. Baubeginn für das Stadtpalais war im Februar 1791. Die Pläne für den Neubau lieferte der Architekt Martin Leydel, der ein Hauptgebäude und zwei frei stehende Seitenflügel als Remisentrakt und Stallungen sowie als Reitbahn plante. Vermutlich handelte es sich jedoch nicht um einen eigenständigen Entwurf Martin Leydels, sondern er orientierte sich wahrscheinlich an vorhandenen Skizzen seines 1782 verstorbenen Bruders Michael Leydel.
Bis 1794 entstand das seinerzeit prachtvollste Haus Krefelds, das eindrucksvoll den Reichtum und das Ansehen des Bauherrn zeigte und aufgrund seiner Größe im Verhältnis zu damaligen Stadt wie ein Monumentalbau wirkte. Schon Zeitgenossen nannten das Gebäude „das Schloss“, weswegen es heute als Stadtschloss und (seltener) Schloss von der Leyen bekannt ist. Pracht und Größe des Palais zogen jedoch auch Kritik nach sich: Der Erbauer habe damit „die Schranken kaufmännischer Frugalität allzu weit überschritten und die Fesseln mennonitischer Konvenienz völlig abgeschüttelt“. Beim Einzug im September 1794 waren die Bauarbeiten noch nicht vollständig abgeschlossen. Als nur zwei Monate später französische Revolutionstruppen im Zuge der Koalitionskriege Krefeld besetzten, wurden im obersten Stockwerk des Palais französische Soldaten einquartiert.

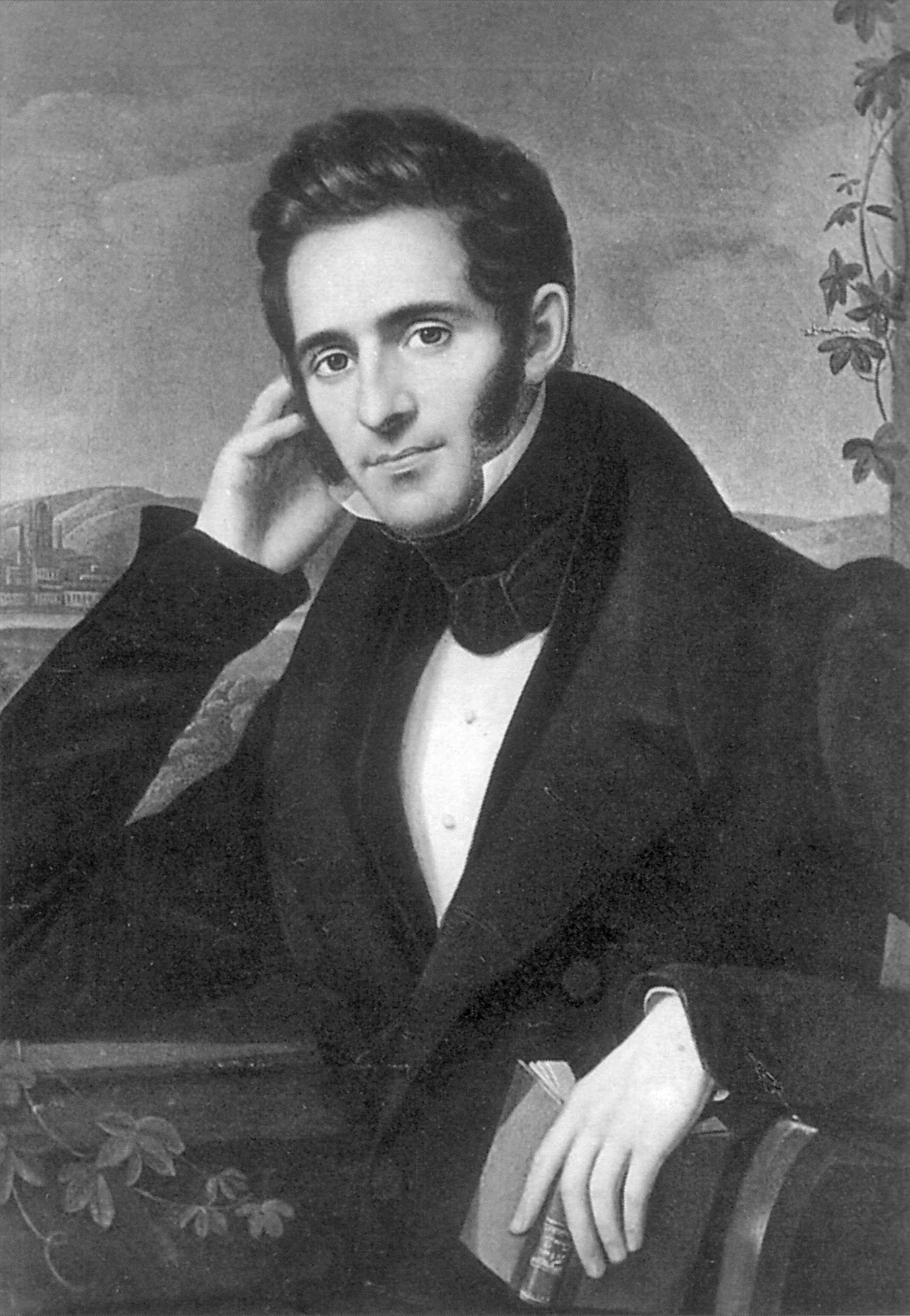
Conrad Wilhelm von der Leyen verkaufte das Palais 1860 an die Stadt Krefeld; Porträt des 19. Jahrhunderts

Nach dem Tod Conrad von der Leyens im Juni 1797 erbte sein Sohn Friedrich Heinrich den Besitz. Allerdings nutzten er und seine Familie das Gebäude kaum, denn sie empfanden es als unpraktisch und unwohnlich, aber Napoleon Bonaparte nahm bei seinem Besuch in Krefeld im Jahr 1804 Quartier im Schloss. Unter der französischen Herrschaft war die wirtschaftliche Lage der Eigentümerfamilie nicht mehr so rosig wie im 18. Jahrhundert, und Conrad von der Leyens Nachfahren sahen das große Stadtpalais als Last an. Seine älteste Tochter Maria war das letzte Familienmitglied, das im Palais wohnte. Als sie am 24. Januar 1857 starb, hinterließ sie ein Testament, in dem sie ein lebenslanges Wohnrecht für ihre Kammerjungfer, ihre Gesellschafterin und den Gärtner verfügt hatte. Ihr Erbe, Conrad Wilhelm von der Leyen, konnte das ungeliebte Gebäude deshalb vorerst nicht verkaufen. Erst 1860 bot sich ihm die Möglichkeit: Er veräußerte den Bau am 12. Januar jenes Jahres für 25.000 Reichstaler an die Stadt Krefeld, die ihn als neues Rathaus nutzen wollte. Der städtische Plan erntete anfangs viel Kritik, denn das Gebäude stand zu jener Zeit noch weit vom Stadtkern entfernt, doch mit dem allmählichen Wachstum Krefelds relativierte sich die anfangs ungünstige Lage. Die Stadt ließ einige durch die vorgesehene Nutzungsweise bedingte Umbauten vornehmen und das Gebäude vollständig renovieren. Dabei wurden die alten Sprossenfenster durch Flügelfenster ersetzt und der seinerzeit marode hölzerne Säulenvorbau in Massivbauweise erneuert. 1865 wurden große Statuen in Form von preußischen Adlern auf die östlichen Gebäudeecken gesetzt, die dort bis zum Beginn des Zweiten Weltkriegs verblieben. Die Bauarbeiten schlugen mit Gesamtkosten von rund 60.000 Reichstalern zu Buche.
1891 erhielt das Palais an seinem nördlichen Ende nach Entwürfen des Krefelder Stadtbaumeisters Johann Burkart einen im rechten Winkel anschließenden Erweiterungsflügel im Stil der Neorenaissance. Weitere Ergänzungsbauten folgten in der Zeit von 1934 bis 1936 am Südende. Die Pläne dafür stammten von Josef Walther Hollatz. Der gesamte Komplex wurde während des Zweiten Weltkriegs 1943 fast vollständig zerstört. Nur ein Teil der Außenmauern und die Säulen des Portikus blieben erhalten. Nach Kriegsende erfolgte ein moderner Wiederaufbau der zwei historischen Trakte, der sich an den Anforderungen einer Nutzung als Rathaus orientierte. Das Palais erhielt 1958 einen neuen, modernen Trakt im Südosten sowie 1985 bis 1988 eine weitere Ergänzung im Norden und wird heute immer noch als Rathaus der Stadt Krefeld genutzt.
2020 und 2021 fand eine umfangreiche Sanierung des Gebäudes statt, welche den Austausch der Fenster, die Erneuerung des Schieferdaches und die Sanierung der Fassade umfasste.

## Beschreibung

Grundrisse des Erdgeschosses (unten) und ersten Geschosses (oben) des Stadtpalais im 18. Jahrhundert

Das Stadtschloss ist ein dreigeschossiges Gebäude im Stil des Klassizismus, dessen Haupttrakt an den Längsseiten durch Fenster in elf Achsen unterteilt ist. Seine Gestaltung ist vom englischen Palladianismus beeinflusst und zeigt zusätzlich Elemente des Louis-seize. An der Nordwest-Ecke schließt sich ihm ein Erweiterungsflügel vom Ende des 19. Jahrhunderts in Formen der Neorenaissance an. Beide Flügel sind von einem flachen Walmdach bedeckt, das am Haupttrakt hinter einem schweren, ausladenden Kranzgesims mit bekrönender Attika fast nicht zu sehen ist. Die zur damaligen Stadt gewandte Ostfassade ist weiß verputzt. Über einem hohen rustizierten Erdgeschoss liegt die Beletage. Ihre hohen Rechteckfenster besitzen eine bekrönende Verdachung und sind über ein durchlaufendes Brüstungsgesims miteinander verbunden. Das zweite und zugleich oberste Geschoss des Gebäudes ist niedriger als die beiden darunterliegenden.
Beherrschendes Gestaltungselement der Ostfassade ist ein mittig liegender, fünfachsiger Portikus. Über dem vorgezogenen Erdgeschoss mit fünf Rundbogenöffnungen erheben sich auf Höhe der beiden Obergeschosse sechs kannelierte Kolossalsäulen, die sich nach oben verjüngen. Sie stehen auf einem würfelförmigen Sockel, besitzen eine attische Basis und ionische Volutenkapitelle. In der Decke des Portikus sind seit 1967 fünf Mosaike des Künstlers Hubertus Brouwer angebracht. Die Gartenfassade an der Westseite weist eine ähnliche Gestaltung wie die östliche Längsseite auf. Allerdings ist dort der Portikus durch einen flachen, fünfachsigen Mittelrisalit ersetzt. Dahinter lag früher im Erdgeschoss der sogenannte Gartensaal, während sich auf der Beletage ein Konzertsaal befand, der später als Sitzungssaal der Stadtverordneten diente. Er besaß eine vollflächige Wandvertäfelung und Fenster sowie Türen im Louis-seize-Stil, die von hölzernen korinthischen Pilastern gerahmt waren. Die Innenausstattung ging jedoch bei einem Brand während des Zweiten Weltkriegs vollständig verloren.
Die zum Garten zeigende, im Stil der Neorenaissance gestaltete Fassade der Nordflügels zeigt ein üppiges Skulpturendekor in Form von Blumenschmuck und einigen Männerköpfen. Deren Grundform ist erkennbar immer gleich, jedoch wurden sie durch verschiedene Kopfbedeckungen und Schnurrbärte variiert.